# Lorica de san Patricio
La Lorica de san Patricio, también conocida como coraza de san Patricio, escudo de san Patricio, himno de san Patricio, oración de san Patricio o grito del Ciervo (en inglés, Deer's Cry), es un lorica u oración de protección cuya versión original en irlandés antiguo es tradicionalmente atribuida a san Patricio durante su predicación en Irlanda en el siglo V. En 1889 la oración fue adaptada al himno en inglés I Bind Unto Myself Today. 

## La oración en irlandés antiguo
La oración forma parte del Liber Hymnorum, una colección de himnos encontrados en dos manuscritos conservados en Dublín y publicados en 1903 en el Thesaurus Paleohibernicus. El documento da cuenta de cómo Patricio utilizaba esta oración:

Patricio cantó esto cuando fue emboscado en su paso por Loegaire, para que no pudiera ir a Tara a sembrar la fe. De esta manera, Patricio y sus monjes, aparecieron a ojos de quienes los emboscaban, como un ciervo salvaje con un cervatillo que le seguía.

La descripción concluye con la frase "fáeth fiada un hainm", la cual el Thesaurus Paleohibernicus traduce como "su nombre es el grito del ciervo (Deer's cry)". No obstante, la frase "fáeth fiada" es usada dentro de la mitología irlandesa para describir una neblina mágica de ocultación.
Si la descripción del Thesaurus Paleohibernicus es precisa entonces la oración dataría del siglo V, esto es, en los tiempos de san Patricio. No obstante, expertos modernos, la han datado en fechas tan tardías como el siglo VIII. A pesar de que la recitación posee un contenido cristiano, muestra influencias precristianas, al pedir la protección de Cristo utilizando la forma de una invocación pagana a los dioses o lorica (escudo o coraza). Debido a esto es llamada "Lorica de San Patricio" o "Coraza de San Patricio".
La oración incluye algunas referencias bíblicas como la Epístola a los Efesios 6:10–17 (Ef. 6:11: "Revístanse con la armadura de Dios, para que puedan resistir las insidias del demonio").

### Resumen
Cada verso de la oración empieza con la frase "Atomruig indiu", que podría traducise como "Me levanto hoy", "Ato a mi hoy" o "Enlazo a mi", y que se repite al principio de la mayoría de los versos. Seguida por una lista de fuentes de fuerza que las oración invoca como apoyo.
- El primer verso invoca la doctrina católica de la Trinidad.
- El segundo verso invoca el bautismo de Cristo, su muerte, su resurrección, su ascensión y su regreso futuro en el último día.
- El tercer verso invoca los ángeles, patriarcas, santos y mártires.
- El cuarto verso invoca al mundo natural: el sol, luna, el fuego, el relámpago, etcétera.
- El quinto verso invoca varios aspectos de Dios: su sabiduría, su ojo, su oreja, su mano.
- El sexto verso lista las cosas contra las que se solicita protección: contra trampas de diablos, contra tentaciones de la naturaleza, respecto de aquellos que desean algún mal.
- El siguiente verso continua con la lista de las cosas contra las que se pide protección: falsos profetas, paganos, herejes, mujeres (brujas), druidas  (druad), herreros (gobann).
- El siguiente verso inovoca a Cristo para estar presente en todas las cosas: Cristo en mí, alrededor de mi, en el ojo, oreja y boca de las personas conocidas.
- Finalmente, el último verso regresa al tema de la Trinidad.

### Oración completa
EWTN

#### Versión corta
Cristo conmigo,

Cristo ante mí,

Cristo tras de mí,

Cristo en mí,

Cristo bajo mí,

Cristo sobre mí,

Cristo a mi derecha,

Cristo a mi izquierda,

Cristo cuando me acuesto,

Cristo cuando me siento,

Cristo cuando me levanto,

Cristo en el corazón de todo hombre

que piensa en mí,

Cristo en la boca de todo hombre

que hable de mí,

Cristo en todo ojo que me ve,

Cristo en todo oído que me escucha.

#### Versión larga
Me levanto hoy

Por medio de poderosa fuerza, 

la invocación de la Trinidad,

Por medio de creer en sus Tres Personas,

Por medio de confesar la Unidad,

Del Creador de la Creación.

Me levanto hoy

Por medio de la fuerza del nacimiento de Cristo y su bautismo,

Por medio de la fuerza de Su crucifixión y su sepulcro,

Por medio de la fuerza de Su resurrección y ascensión,

Por medio de la fuerza de Su descenso para juzgar el mal.

Me levanto hoy

Por medio de la fuerza del amor de Querubines,

En obediencia de Ángeles, En servicio de Arcángeles,

En la esperanza que la resurrección encuentra recompensa,

En oraciones de Patriarcas, En palabras de Profetas,

En prédicas de Apóstoles, En inocencia de Santas Vírgenes,

En obras de hombres de bien.

Me levanto hoy

Por medio del poder del cielo:

Luz del sol,

Esplendor del fuego,

Rapidez del rayo,

Ligereza del viento,

Profundidad de los mares,

Estabilidad de la tierra,

Firmeza de la roca.

Me levanto hoy

Por medio de la fuerza de Dios que me conduce:

Poder de Dios que me sostiene,

Sabiduría de Dios que me guía,

Mirada de Dios que me vigila,

Oído de Dios que me escucha,

Palabra de Dios que habla por mí,

Mano de Dios que me guarda,

Sendero de Dios tendido frente a mí,

Escudo de Dios que me protege,

Legiones de Dios para salvarme

De trampas del demonio,

De tentaciones de vicios,

De cualquiera que me desee mal,

Lejanos y cercanos,

Solos o en multitud.

Yo invoco éste día todos estos poderes entre mí y el malvado,

Contra despiadados poderes que se opongan a mi cuerpo y alma,

Contra conjuros de falsos profetas,

Contra las negras leyes de los paganos,

Contra las falsas leyes de los herejes,

Contra obras y fetiches de idolatría,

Contra encantamientos de brujas, forjas y hechiceros,

Contra cualquier conocimiento corruptor de cuerpo y alma.

Cristo escúdame hoy

Contra filtros y venenos, Contra quemaduras,

Contra sofocación, Contra heridas,

De tal forma que pueda recibir recompensa en abundancia.

Cristo conmigo,

Cristo frente a mí,

Cristo tras de mí,

Cristo en mí, Cristo a mi diestra,

Cristo a mi siniestra,

Cristo al descansar, 

Cristo al levantar,

Cristo en el corazón de cada hombre que piense en mí,

Cristo en la boca de todos los que hablen de mí,

Cristo en cada ojo que me mira, 

Cristo en cada oído que me escucha.

Me levanto hoy

Por medio de poderosa fuerza, la invocación de la Trinidad,

Por medio de creer en sus Tres Personas,

Por medio de confesar la Unidad,

Del Creador de la Creación.

## El himno victoriano "I Bind Unto Myself Today"
C. F. Alexander (1818–1895) escribió un himno basado en la Lorica de san Patricio en 1889 a petición de H. H. Dickinson, capellán de la Capilla Real del Castillo de Dublín. Dean Dickinson escribió al respecto:

"Le escribí sugiriendo que debería llenar un vacío en el himnario de nuestra Iglesia irlandesa otorgándonos una versión versificada de la Lorica de san Patricio y le envié una copia cuidadosamente cotejada de las mejores traducciones en prosa de ella. Después de una semana me envió una exquisita y piadosa versión que aparece en el apéndice al himnario de nuestra iglesia."

Como de ordinario, Alexander escribió solamente los versos. La música del himno fue agregada en 1902 por Charles Villiers Stanford para coro y órgano, utilizando dos tonadas irlandesas tradicionales, St. Patrick Gartan, las cuales fueron tomadas por Stanford de su edición de 1895 de la Colección de la Música Antigua de Irlanda (originalmente 1855) de George Petrie.
Este himno, se incluye actualmente en el Libro de Servicio de la Iglesia Luterana (Iglesia Luterana Iglesia - Sínodo de Misuri), en el Himnario inglés de la Iglesia de Inglaterra, Himnario de la Iglesia irlandesa y en el Himnario (1982) de la Iglesia Episcopal de Estados Unidos. A menudo es cantado durante la celebración de la fiesta de san Patricio o alrededor del 17 de marzo así como en el Domingo de Trinidad. En muchas iglesias es un canto único entre los himnos estándares porque las variaciones en la longitud y el metro de los versos dan como resultado que al menos tres tonos diferentes tengan que ser utilizados (diferentes a la melodía cantada por la congregación).

## Adaptaciones musicales
- St. Patrick's Breastplate en el Himnario de la Iglesia (1890) por el compositor irlandés Thomas Richard Gonsalvez Jozé (1853–1924).
- St. Patrick's Breastplate (1902), por el compositor irlandés Charles Villiers Stanford (1852–1924). Este es el arreglo más conocido de este himno.
- St. Patrick Breastplate (1912), arreglo por Charles Villiers Stanford (1852–1924) música para el himno de C.F. Alexander, aquí para coro mixto, órgano, metales, tambor y platillos.
- St. Patrick Breastplate (1924), obra para piano y coro mixtos por el compositor inglés Arnold Bax (1883@–1953).
- Hymn of St. Patrick at Tara (1930), arreglo para bajo solista, órgano y coro mixto por el compositor irlandés Dermot Macmurrough (también conocido como Harold R. Blanco, 1872–1943) a una interpretación poética de Oliva Meyler.
- St. Patrick's Hymn (1965) por el guitarrista estadounidense John Fahey (1939–2001) en el álbum "The Transfiguration of Blind Joe Death".
- The Deer's Cry (1983) por el compositor irlandés Shaun Davey (nacido en 1948) basado en una traducción de Kuno Meyer.
- Arise Today (1995) para coro y órgano por el compositor estadounidense Libby Larsen (nacido en 1950).
- The Deer's Cry (2008), un trabajo coral por el compositor estonio Arvo Pärt (nacido en 1935).[9]